# Nowa Kazimierówka
Nowa Kazimierówka – dawny zaścianek. Tereny na których leżał, znajdują się obecnie na Białorusi, w obwodzie witebskim, w rejonie postawskim, w sielsowiecie Duniłowicze.
Inna używana nazwa – Nowa Kozimierówka.

## Historia
W dwudziestoleciu międzywojennym zaścianek leżał w Polsce, w województwie wileńskim, w powiecie duniłowickim (od 1926 postawskim), w gminie Norzyca, a następnie w gminie Duniłowicze.
Według Powszechnego Spisu Ludności z 1921 roku zamieszkiwało tu 8 osób, wszystkie były wyznania rzymskokatolickiego i zadeklarowały polską przynależność narodową. Było tu 21 budynków mieszkalnych. W 1931 w 5 domach zamieszkiwało 27 osób.
Miejscowość należała do parafii rzymskokatolickiej i prawosławnej w Duniłowiczach. Podlegała pod Sąd Grodzki w Duniłowiczach i Okręgowy w Wilnie; właściwy urząd pocztowy mieścił się w Duniłowiczach.
W 1938 roku wieś należała do gromady Borowe gminy Duniłowicze.
W czasie okupacji niemieckiej mieszkająca we wsi rodzina Skorych udzieliła pomocy Bernardowi Bensmanowi. W 196 roku Instytut Jad Waszem podjął decyzję o przyznaniu Władysławowi i Antoniemu Skorym tytułu Sprawiedliwych wśród Narodów Świata